# François Gédéon Bailly de Monthion
François Gédéon Bailly de Monthion (* 27. Januar 1776 in Saint-Denis, Réunion, ROM-DOM; † 7. September 1850 in Paris) war ein französischer Général de division.

## Leben und Wirken
Bailly de Monthion war der Sohn des Ingenieurs Alexis Bailly de Monthion und dessen Ehefrau Marie-Anne Marguerite Duval; mütterlicherseits war er ein Nachkomme von François Chatelain (1654–1730).
1793 kam er nach Frankreich und meldete sich als Freiwilliger zur Armee. In den Revolutionskriegen konnte er sehr schnell Karriere machen; neben mehrmaligen Beförderungen diente er nacheinander in der Armée de la Moselle und der Armée du Nord.
Während der Terrorherrschaft wurde Bailly de Monthion als Royalist verdächtigt und durch den Wohlfahrtsausschuss seiner Ämter enthoben und inhaftiert. Durch Fürsprache von General Louis Marie Turreau (1756–1816) aber bald wieder entlassen und diesem als Aide-de-camp zur Seite gestellt. Zusammen mit Turreau war er u. a. auf der Île de Noirmoutier, in Tiffauges und auf Belle-Isle-en-Mer stationiert.
Bailly de Monthion wurde schon früh ein Anhänger Napoleon Bonapartes und unterstützte diesen 1799 bei dessen Staatsstreich. Nach weiteren Beförderungen führte er unter Befehl von Marschall Louis-Alexandre Berthier in der Schlacht bei Marengo bereits ein eigenes Kommando.
Anlässlich der Kaiserkrönung Napoleons in der Kathedrale Notre-Dame de Paris am 2. Dezember 1804 war Bailly de Monthion nach Paris befohlen worden. Im darauffolgenden Jahr heiratete er Zoë Victoire de Chéret (1787–1843).
Nach der Schlacht bei Austerlitz betraute ihn Napoleon mit einigen diplomatischen Aufgaben (→Rheinbund). In geheimer Mission besuchte er nacheinander Landgraf Ludwig I. (Landgrafschaft Hessen-Darmstadt), Kurfürst Karl Friedrich (Kurfürstentum Baden) und Kurfürst Friedrich (Herzogtum Württemberg).
1806 gehörte Bailly de Monthion dem Stab von General Claude Marie Joseph Pannetier (1769–1843) an. Nach dem Frieden von Tilsit bestimmte ihn Napoleon zum Militärgouverneur von Tilsit. Am 22. Mai des darauffolgenden Jahres ernannte man ihn zum général de brigade.
Als Napoleon seine Invasion in Spanien plante, holte er auch Bailly de Monthion in seinen Stab. Dieser kämpfte u. a. bei Vimeiro, bei La Coruña und Talavera.
Im fünften Koalitionskrieg nahm Bailly de Monthion u. a. an Kämpfen bei Eggmühl, Aspern und Wagram teil.
Bailly de Monthion nahm auch an Napoleons Krieg gegen Russland teil. Er kämpfte bei Smolensk, Borodino, Malojaroslawetz und an der Beresina. Mit Wirkung vom 4. Dezember 1812 wurde er zum général de division und gleichzeitig auch zum Nachfolger von General Louis-Alexandre Berthier ernannt.
Als solcher kämpfte er u. a. vor Großgörschen und Bautzen. Er konnte nach Frankreich zurückkehren und half mit, Teile der Grande Armée neu zu strukturieren. Im darauffolgenden Jahr nahm Bailly de Monthion u. a. an Kämpfen bei Brienne, Montmirail und Paris.
Nach dem Vertrag von Fontainebleau und Napoleons Abdikation war Bailly de Monthion ohne jeglichen Aufgabenbereich. Er unterstützte nun die Bourbonen und wurde zum Anhänger König Ludwig XVIII. Während der Herrschaft der Hundert Tage Napoleons stellte er sich aber sofort wieder unter dessen Befehl. Nach der Schlacht bei Waterloo wurde er wiederum zum Royalisten.
Während der Restauration war Bailly de Monthion teilweise auf Halbsold gesetzt. Als sich nach der Julirevolution von 1830 die Monarchie wieder konsolidierte, ernannte König Louis-Philippe I. Bailly de Monthion zum Pair (→Chambre des Pairs). Am 12. April 1848 wurde er durch den König offiziell in den Ruhestand verabschiedet.
Bailly de Monthion ließ sich in Paris nieder und starb dort am 7. September 1850. Seine letzte Ruhestätte fand er auf dem Friedhof von Créteil (Division J).

## Ehrungen
- baron de l’Émpire
- comte de l’Émpire
- Großkreuz der Ehrenlegion
- Ordre royal et militaire de Saint-Louis
- Großkreuz des Großherzoglich Hessischen Ludwigsordens
- Kommandeur des Ordens des Württembergischen Krone
- Ritter des Verdienstordens der Bayerischen Krone
- Sein Name findet sich am westlichen Pfeiler (31. Spalte) dex Triumphbogens am Place Charles de Gaulle (Paris)
- Sein Enkel, der Bildhauer Pierre Claude Pajol (1821–1891) schuf eine Büste von ihm, die im Dezember 1874 am Eingang des Jardin de l’État[1] in Saint-Denis feierlich enthüllt wurde.